# 上州 (古代)
上州，中国南北朝、隋唐时设置的州。
- 西魏废帝三年（554年）改南洛州置上州，治所在上津县（今湖北省郧西县西北上津镇）。[1]北周上州下辖上津郡。隋炀帝大业二年（606年）废上州，上津县改属商州。唐高祖武德元年（618年）复置上州，下辖上津县、丰利县、黄土县、长利县。唐太宗贞观八年（634年）废上州。
- 隋炀帝大业元年（605年）改绥州置上州，治所在上县（今陕西绥德县）。下辖上县、安宁县、义良县、吉万县、大斌县、城平县、开疆县、抚宁县、延福县、绥德县、真乡县、开光县、银城县、儒林县。辖境相当今陕西省榆林市、绥德县、清涧县、吴堡县、子洲县、米脂县、佳县、府谷县、神木市。大业三年（607年）改上州置雕阴郡。